# Șomcuta Mare
Șomcuta Mare (em húngaro: Nagysomkút; em alemão: Großhorn) é uma cidade (oraș) do județ (distrito) de Maramureș, na região histórica da Transilvânia, Roménia. Em 2011 tinha 7 565 habitantes e em 2016 estimava-se que tivesse 7 993 habitantes. A área administrada pela cidade tem 120,4 km², na qual se situam as aldeias de Buciumi (Törökfalu), Buteasa (Bucsonfalva), Ciolt (Csolt), Codru Butesii (Kodrulytelep), Finteușu Mare (Nagyfentős), Hovrila (Hávord) e Vălenii Șomcutei (Somkútpataka).[carece de fontes?]
A cidade situa-se 24 km a sul da capital distrital Baia Mare, na estrada nacional 1C, que liga Baia Mar a Cluj-Napoca. Șomcuta Mare é o término da linha ferroviária que a liga a Satu Mare.
Segundo o censo de 2011, 80,7% dos habitantes eram etnicamente romenos, 14% ciganos e 1,5% húngaros. Em termos religiosos, 82,2% eram cristãos ortodoxos, 5,4% greco-católicos, 5% protestantes e 1% católicos romanos. Embora a população da cidade sempre tenha sido maioritariamente romena, outrora a minoria húngara teve alguma importância e na primeira metade do século XX uma parte considerável da população era judia. Em 1910, os romenos étnicos representavam 75,9% da população, os húngaros 21,2% e os alemãs 1,4%. Em 1930, 80% da população era romena, 11,4% era judia, 5,6% era húngara e 2,6% cigana.